# Убур-Тохторське сільське поселення
Убу́р-Тохто́рське сільське поселення (рос. Убур-Тохторское сельское поселение) — сільське поселення у складі Акшинського району Забайкальського краю Росії.
Адміністративний центр та єдиний населений пункт — село Убур-Тохтор.

## Населення
Населення сільського поселення становить 207 осіб (2019; 229 у 2010, 325 у 2002).